# 第44屆金酸莓獎
第44届金酸莓獎（英語：44th Golden Raspberry Awards）是於2024年3月9日頒發給2023年表现最差的电影工作者及作品。這些獎項基於金酸莓基金會成員（1179名電影迷、影評人）的投票以及來自美國49個州和20多位外國記者）。提名名單在2024年1月22日公開。
此屆中，《蟻人與黃蜂女：量子狂熱》憑藉四項提名，成為漫威電影宇宙（MCU）首次獲得金酸莓獎提名的電影，打破此前MCU電影十六年來均無入圍的紀錄。

## 提名及獲獎名單
| 最差電影 - 《小熊維尼：血與蜜》（海拔電影發行）—史考特·傑佛瑞和瑞斯·弗雷克-沃特菲爾德 - 《大法師：信徒》（環球影業）—傑森·布倫、大衛·羅賓森和詹姆斯·羅賓森 - 《浴血任務4》（狮门）—凱文·金·坦伯頓、萊斯·威爾登、亞里夫·勒納和傑森·史塔森 - 《巨齒鯊2：海溝深淵》（華納兄弟）—洛倫佐·迪·波納文圖拉和貝爾·艾弗瑞 - 《沙贊！眾神之怒》（新線影業）—彼得·沙佛朗 | 最差導演 - 瑞斯·弗雷克-沃特菲爾德—《小熊維尼：血與蜜》 - 大衛·高登·格林—《大法師：信徒》 - 派頓·瑞德—《蟻人與黃蜂女：量子狂熱》 - 史考特·沃夫—《浴血任務4》 - 班·懷特利—《巨齒鯊2：海溝深淵》                                              |
| 最差男主角 - 強·沃特—《仁慈醫院》飾演派崔克·奎恩 - 羅素·克洛—《梵蒂岡驅魔士》飾演加俾額爾·阿摩特神父 - 馮·迪索—《玩命關頭X》飾演唐米尼克·泰瑞托 - 克里斯·伊凡—《真愛搞失蹤》飾演柯爾·透納 - 傑森·史塔森—《巨齒鯊2：海溝深淵》飾演喬納斯·泰勒 | 最差女主角 - 梅根·福克斯—《賭場大劫殺》飾演艾蘭娜·哈特 - 安娜·德哈瑪斯—《真愛搞失蹤》飾演賽蒂·羅茲 - 莎瑪·海耶克—《舞力麥克：最後一跳》飾演麦桑德拉·门多萨 - 珍妮佛·羅培茲—《慈母殺心》飾演母親 - 海倫·米蘭—《沙贊！眾神之怒》飾演赫斯珀拉 |
| 最差男配角 - 席維斯·史特龍—《浴血任務4》飾演巴尼·羅斯 - 麥克·道格拉斯—《蟻人與黃蜂女：量子狂熱》飾演汉克·皮姆 - 梅爾·吉勃遜—《告密者》飾演凱文·希基 - 比爾·墨瑞—《蟻人與黃蜂女：量子狂熱》飾演凱拉爾勳爵 - 法蘭柯·尼洛—《梵蒂岡驅魔士》飾演教宗 | 最差女配角 - 梅根·福克斯—《浴血任務4》飾演吉娜 - 金·凱特羅—《義美超級爸》飾演泰羅 - 白靈—《賭場大劫殺》飾演張 - 劉玉玲—《沙贊！眾神之怒》飾演卡呂普索 - 瑪麗·史都華·麥特森—《佛萊迪餐館之五夜驚魂》飾演珍阿姨                              |
| 最差搭檔 - 作為嗜血殺手的維尼與小豬—《小熊維尼：血與蜜》 - 任兩位「無情傭兵」—《浴血任務4》 - 任兩位捐贈4億美元購買《大法師》重拍權的貪財投資者—《大法師：信徒》 - 安娜·德哈瑪斯與克里斯·伊凡（銀幕化學反應不及格）—《真愛搞失蹤》 - 莎瑪·海耶克與查寧·塔圖—《舞力麥克：最後一跳》 | 最差前傳、重拍、惡搞及續集電影 - 《小熊維尼：血與蜜》（海拔電影發行） - 《蟻人與黃蜂女：量子狂熱》（迪士尼） - 《大法師：信徒》（環球） - 《浴血任務4》（狮门） - 《印第安納瓊斯：命運輪盤》（迪士尼）                                     |
| 最差劇本 - 《小熊維尼：血與蜜》—瑞斯·弗雷克-沃特菲爾德編劇（改編自A·A·米恩和E·H·雪波德創作的書籍） - 《大法師：信徒》—彼得·薩特勒和大衛·高登·格林編劇，史考特·提姆斯、丹尼·麥布萊和大衛·高登·格林創作故事（取自威廉·彼得·布拉蒂創作的角色） - 《浴血任務4》—寇特·威默、泰德·達格哈特和馬克斯·亞當斯編劇，史賓塞·寇恩、寇特·威默和泰德·達格哈特創作故事（取自大衛·卡拉漢創作的角色） - 《印第安納瓊斯：命運輪盤》—傑茲·巴特沃思、約翰-亨利·巴特沃斯、大衛·柯普和詹姆士·曼格編劇（取自喬治·盧卡斯和菲力普·考夫曼創作的角色） - 《沙贊！眾神之怒》—亨利·蓋登和克里斯·摩根編劇（取自DC漫畫角色） | 金酸莓最佳贖莓獎 - 法蘭·卓雪—1998年入圍者，現任美國演員工會主席，表彰她出色地領導演員工會度過2023年的長期罷工並取得圓滿成功。 |

## 多項提名及獲獎電影
| 提名數 | 電影                       |
| ------ | -------------------------- |
| 7      | 《浴血任務4》              |
| 5      | 《大法師：信徒》           |
| 5      | 《小熊維尼：血與蜜》       |
| 4      | 《沙贊！眾神之怒》         |
| 4      | 《蟻人與黃蜂女：量子狂熱》 |
| 3      | 《真愛搞失蹤》             |
| 3      | 《巨齒鯊2：海溝深淵》      |
| 2      | 《印第安納瓊斯：命運輪盤》 |
| 2      | 《賭場大劫殺》             |
| 2      | 《舞力麥克：最後一跳》     |
| 2      | 《梵蒂岡驅魔士》           |

| 獲獎數 | 電影                 |
| ------ | -------------------- |
| 5      | 《小熊維尼：血與蜜》 |
| 2      | 《浴血任務4》        |

## 備註
1. ↑  標記為《印第安納瓊斯……仍鞭打著死馬》（Indiana Jones and The Dial of...Still Beating a Dead Horse）[1]。
2. ↑  標記為《印第安納瓊斯……我現在能回家了嗎？》（Indiana Jones and The Dial of...Can I go home now?）[1]。

## 外部連結
- 官方网站